# Charles De Smedt

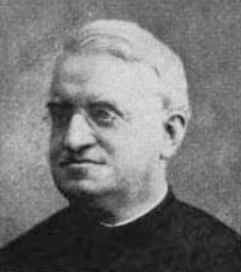
Charles De Smedt

Charles De Smedt (Gent, 6 april 1833 – Brussel, 4 maart 1911) was een Belgisch jezuïet en hagiograaf. Hij behoorde tot de groep van de bollandisten en bleef er bekend als de invoerder van de methode van hedendaagse historische kritiek, zodat de collectie niet meer beperkt bleef tot hagiografie maar ook op wetenschappelijke wijze de legenden bestudeerde en beoordeelde.

## Levensloop
De Gentenaar Charles De Smedt deed zijn middelbare studies aan het Sint-Barbaracollege van zijn geboortestad. Hij studeerde verder aan de Universiteit Notre-Dame de la Paix in Namen en trad in 1851 in bij de jezuïeten in Drongen, waarna verdere studies volgden in Namen en in Leuven.
De Smedt werd leraar literatuur en wiskunde in Drongen en werd er in 1862 tot priester gewijd. Hij werd vervolgens hoogleraar godgeleerdheid aan de Katholieke Universiteit Leuven. In 1870 werd hij in Brussel lid van de groep uitgevers van de Acta Sanctorum. Hij oordeelde er onvoldoende wetenschappelijke vrijheid te hebben en vertrok na korte tijd. Hij keerde terug in 1876, na de dood van de directeur van de groep, Victor de Buck s.j. Hij werd zelf de directeur in 1882, en zette zich in om de moderne methodes van historische kritiek ingang te doen vinden.
Hij deed hiermee de vereniging van de bollandisten heropleven en stichtte in 1882, samen met Guillaume Van Hooff en Jozef De Backer, het tijdschrift Analecta Bollandiana, dat toeliet officiële of apocriefe teksten over heiligenlevens te publiceren en ze kritisch te bestuderen, alsook monografieën, catalogi en andere onuitgegeven teksten te publiceren, in voorbereiding en in parallel met de Acta Sanctoreum. Hiermee kwam een bestendige internationale dialoog tot stand met geleerden en vorsers.
Van 1899 tot 1902 was hij de rector van het Sint-Michielscollege in Brussel. Hij besliste het college, dat bedreigd werd door de Noord-Zuidverbinding, te verhuizen naar Etterbeek.
Hij is bekend gebleven voor zijn contributies tot de hagiografie, maar ook tot de geschiedenis en de metafysica. Zijn bijdrage tot de ontwikkeling van de historische kritiek  heeft hij uiteengezet in zijn belangrijk werk Principes de la critique historique, die de volgende generaties historici beïnvloedde.

## Publicaties
- Introductio generalis ad historiam ecclesiasticam critice tractandam, 1876.
- L'Église et la science, 1877.
- Gesta episcoporum Cameracensium, Parijs, 1880.
- Principes de la critique historique, Brussel, 1883.

## Eerbetoon
- Buitenlands correspondent van de Académie des Inscriptions et Belles-Lettres, Institut de France.
- Buitenlands correspondent van de Koninklijke Academie van Madrid.
- Erelid van de Koninklijke Academie van Ierland.
- Lid van de Koninklijke Academie van België.